# Kalobittacus inornatus
Kalobittacus inornatus är en näbbsländeart som beskrevs av George W. Byers 1996. Kalobittacus inornatus ingår i släktet Kalobittacus och familjen styltsländor. Inga underarter finns listade i Catalogue of Life.